# Crestview (California)
Crestview è una comunità non incorporata nella Contea di Mono in California. Sita sulla sponda est del Lago Crowley si trova a 9.5 miglia (15 km) sud di Mono Mills ad un'altezza di 7520 piedi, pari a 2292 m.